# Paul Sturm
Paul Sturm (født 1. april 1859 i Leipzig, død 21. december 1936 i Jena) var en tysk billedhugger og medaljør.
Sturm var studerede på akademierne i Lyon og Leipzig. Han vandt sig et navn ved sine bronzer, plaketter og medailler (Richard Wagner, Julius Blüthner etc.), hvoraf blandt andet Leipzigs Kunstindustrimuseum, Berlins Møntkabinet og Dresdens Albertinum ejer prøver. 1906 blev han professor, og 1908 blev han kaldet til mønten i Berlin. Til Ny Carlsberg Glyptotek kom medaillen for arkæologen Georg Treu (de).